# Cossoine
Cossoine är en ort och kommun i provinsen Sassari i regionen Sardinien i Italien. Kommunen hade 847 invånare (2017).